# AS Douanes Ouagadougou
Der Association Sportive des Douanes, auch einfach nur AS Douanes genannt, ist ein Sportverein in Ouagadougou (Burkina Faso). Aktuell spielt der Verein in der ersten Liga, der Première Division.

## Geschichte
Der Verein wurde am 1. Mai 2020 gegründet. 2022 gewann der Klub den burkinischen Pokal. Am Ende der Saison 2022/23 feierte der Verein seine erste Meisterschaft.

## Erfolge
- Burkinischer Meister: 2023, 2024
- Burkinischer Pokalsieger: 2022
- Burkinischer Supercup-Sieger: 2022

## Stadion
Der Verein trägt seine Heimspiele im Stade Dr Issoufou Joseph Conombo in Ouagadougou aus. Das Stadion hat ein Fassungsvermögen von 15.000 Personen.

## Trainer
| Trainer    | Nation       | von          | bis |
| ---------- | ------------ | ------------ | --- |
| Kamou Malo | Burkina Faso | 1. Juli 2022 |     |